# Siphamia guttulata
Siphamia guttulata är en fiskart som först beskrevs av Haynes Gibbes Alleyne och Macleay, 1877.  Siphamia guttulata ingår i släktet Siphamia och familjen Apogonidae. Inga underarter finns listade i Catalogue of Life.